# یواس‌اس گرترود (۱۸۶۳)
یواس‌اس گرترود (۱۸۶۳) (به انگلیسی: USS Gertrude (1863)) یک کشتی بود که طول آن 156' بود. این کشتی در سال ۱۸۶۳ ساخته شد.